# 銅板少年
描述少年的故事。	想亮影藝股份有限公司獲獎第51屆金鐘獎、金穗獎。《銅板少年》獲夏威夷國際影展短片類金蘭花獎，參賽洛杉磯亞太影展《銅板少年》可望奪獎攻奧再角逐世界影展，趙小僑、旺夫、劉亮佐《銅板少年》海外紐約電視展獲銀獎。

## 獲獎
第51屆金鐘獎
- 迷你劇集／電視電影獎

## 來源
1. ↑  中時電子報. . 中時電子報.   [2017-10-15]. （原始内容存档于2016-11-15） （中文（臺灣））.
2. ↑  自由娛樂. . ent.ltn.com.tw.   [2017-10-15]. （原始内容存档于2018-11-27）.
3. ↑  . ETNEWS星光雲.   [2017-10-15]. （原始内容存档于2017-08-16） （中文（臺灣））.
4. ↑  自由娛樂. . ent.ltn.com.tw.   [2017-10-15]. （原始内容存档于2018-12-05）.
5. ↑  . My-CTE. 2017-04-28  [2017-10-15]. （原始内容存档于2019-07-01） （中文（臺灣））.